# فالتر بيوركمان
فالتر بيوركمان (بالألمانية: Walther Björkman) (و. 1896 – 1996 م) هو مستشرق، وأستاذ جامعي، من ألمانيا، ولد في لوبيك، توفي في أوبسالا، عن عمر يناهز 100 عاماً.

## مناصب وهيئات
أدار جامعة هامبورغ، وجامعة هومبولت في برلين.